# أوليفييه تيا
أوليفييه تيا توكبي (بالفرنسية: Olivier Tia Tokbé)‏ (مواليد 22 ديسمبر 1982) هو لاعب كرة قدم من كوت ديفوار كان آخر نادي لعب له هو المريخ السوداني.